# سينثيا دال
سينثيا دال (بالإنجليزية: Cynthia Dall)‏ هي عازفة قيثارة أمريكية، ولدت في 12 مارس 1971 في ساكرامنتو في الولايات المتحدة، وتوفي بنفس المكان في 5 أبريل 2012.

## وصلات خارجية
- سينثيا دال على موقع ميوزك برينز (الإنجليزية)
- سينثيا دال على موقع ديسكوغز (الإنجليزية)